# Arte-Gore
Pedro Encarnação (Portimão, 30 de dezembro de 1976), conhecido pelo nome de ringue Arte-Gore é um wrestler profissional português, actualmente a trabalhar para a Associação Portuguesa de Wrestling (APW) e para a World Stars of Wrestling (WSW). Foi tricampeão português de Wrestling.

## Biografia
Nasceu em Portimão e é engenheiro informático.

## Carreira no wrestling

### Associação Portuguesa de Wrestling

#### Início de carreira
Arte-Gore é um dos fundadores originais da Portuguese Wrestling Association, mais tarde Associação Portuguesa de Wrestling (APW), junto com Danny Hell e Mad Dog. Realizou a sua estreia no wrestling a 11 de Setembro de 1993 no evento PWA (antigo nome da APW) Mister Wrestling, onde era conhecido com o nome Zombie.

#### Conquista e defesa do Título
Depois de vários anos onde interrompeu a prática da sua actividade, Arte-Gore regressaria no APW Suplex de Verão 2006. Depois de derrotar facilmente o estreante na APW Prophet (num combate que ficou memorável pelo facto de ser ao ar livre e de ter começado a chover torrencialmente), Arte-Gore viria a entrar num torneio para determinar o novo Campeão Nacional da APW a 22 e 23 de Julho de 2006. Na primeira roda do torneio, Arte-Gore derrotou Mad Dog e, no dia seguinte, viria a derrotar Pedro Pavão nas meias finais. Devido ao facto de Iceborg e KarmageDan terem empatado por contagem fora do ringue no seu combate igualmente nas meias finais, isto deixou Arte-Gore sem adversário para defrontar na final, pelo que foi imediatamente declarado o novo Campeão Nacional da APW. 
Iceborg seria o primeiro lutador a desafiar Arte-Gore pelo título a 22 de Agosto de 2006. Depois de uma altercação com KarmageDan e Ultra Psycho, onde foram obrigados a fazer equipa contra ambos a 29 de Julho e onde venceram, acabariam por se enfrentar pelo Título Nacional da APW, onde Arte-Gore viria a vencer por desqualificação, depois de KarmageDan interferir.
Arte-Gore viria a perder o título a 5 de Janeiro de 2007 num combate gauntlet, tendo sobrado no fim com Mad Dog, que o derrotaria com o seu golpe final Neckbreaker. Mas a festa durou pouco para Mad Dog, quando Arte-Gore o reencontra no dia seguinte numa desforra (combate lumberjack), onde Arte-Gore venceu com o seu inverted chokeslam.
Arte-Gore viria a defender o seu título com sucesso várias vezes ao longo do primeiro semestre de 2007, em especial contra Mad Dog, mas a sua sorte viria a mudar a 28 de Junho de 2007 no programa da TVI As Tardes da Júlia. Arte-Gore derrotou facilmente Jimmy Best num combate agendado, mas continuou a atacá-lo, o que provocou uma altercação entre este e a apresentadora Júlia Pinheiro, que não hesitou em tentar defendê-lo. Achando que Júlia Pinheiro não daria conta do recado sozinha, surge dos bastidores Mad Dog, que ataca Arte-Gore em defesa de Jimmy Best e da Júlia. Cansado de tanta desorganização, o árbitro (estreante na APW David Francisco acaba por marcar um combate entre Arte-Gore e Mad Dog para o Título Nacional da APW, onde Mad Dog viria a vencer com um crossface (em homenagem a Chris Benoit, falecido três dias antes e numa altura em que ainda não se conheciam as causas da tragédia).

#### Taça Tarzan Taborda
Depois de lutar mais uma vez contra o campeão Mad Dog num combate de coleira no APW Impacto Total 2 em Santa Maria da Feira a 28 de Março de 2008 e de falhar a reconquista do título, Arte-Gore participou na Taça Tarzan Taborda. O facto de ter sido Campeão Nacional da APW antes de Mad Dog deu-lhe o direito de, tal como ao então campeão Mad Dog, passar automaticamente aos qurtos de final do torneio, onde defrontou e derrotou Ultra Psycho (que mais tarde no APW Wrestling Total ao Vivo em Ponta Delgada, Açores se viria a vingar numa desforra e venceu de forma inesperada). Como o combate entre Raven e U-Gene Dinsmore terminou empatado, Arte-Gore acabou por passar automaticamente para a final do torneio, onde viria a defrontar Mad Dog num Combate de Jaula onde foi derrotado.

#### APW (2011- )
Art-Gore volta a marcar impacto na APW sendo o responsável pela eliminação da Mad Dog na Taça Tarzan Taborda 2011 vingando-se dele e durante esse evento teve direito a lutar pelo titulo europeu da APW da primeira vez empataram por contagem fora do ringue mas Mad Dog disse que o publico não queria ver um combate tão curto e deu-lhe uma oportunidade num combate sem desqualificações, mas Arte Gore perdeu. Arte Gore prticipouem janeiro de 2012 num torneio pelo titulo europeu da APW com 8 participantes de toda a Europa mas perdeu na semi-final contra Joe E Legend. Em 2012 Arte Gore ganhou a Taça Tarzan Taborda.

### World Stars of Wrestling

#### Primeiros tempos
Arte Gore teve a sua estreia na World Stars of Wrestling a 28 de Setembro de 2008 no evento inaugural da companhia, o WSW Inception. Entrou no WSW World Championship Rumble for the Gold mas foi eliminado. Mais tarde viria a interferir no combate entre Gabriel DeRose e o debutante no wrestling profissional Seth Bollinger, atacando o árbitro Miguel Matos e tendo uma altercação com o promotor da WSW Axel, que tentou defender o seu irmão (o árbitro). A rivalidade entre ambos viria a arrastar-se e a culminar num "combate por uma causa" (onde o cachet de Axel revertia a favor da Associação de Doentes com Lupus) no WSW Impacto Total 3 a 28 de Fevereiro de 2009, onde Arte Gore saiu derrotado depois de um combate acesso que se alastrou para o meio do público.

#### Aliança com Dianna Dark
Arte Gore formou uma aliança com a lutadora da WSW Dianna Dark aquando a sua estreia na liga, no WSW Impacto Total 3. A partir desse momento, Dianna Dark passou a acompanhá-lo nos seus combates e de vez em quando a participar em combates mistos, tal como aconteceu no WSW European Championship: Portugal '09, onde Arte Gore, Dianna Dark & Gabriel DeRose derrotaram Archangel, Seth Bollinger & Joanna "Lightning" Gault a 11 de Setembro de 2009. A aliança com Dianna Dark arrastou-se mesmo depois da estreia do programa de televisão WSW Wrestling Total, onde os dois aparecem constantemente juntos e onde Dianna Dark geralmente interfere nos combates de Arte Gore.

#### WSW Wrestling Total
Arte Gore fez a sua estreia televisiva no WSW Wrestling Total, transmitido a 27 de Fevereiro de 2010 na Regiões TV e no dia seguinte na Benfica TV no primeiro combate de sempre da história do programa, uma battle royal de 10 lutadores de qualificação para a 2ª Taça de Portugal: Taça Tarzan Taborda, tendo sido eliminado por Danny Hell, mas provocando igualmente, já do lado de fora do ringue, a sua eliminação feita por parte de Iceborg (durante a battle royal notou-se que ambos tiveram uma certa tendência a trabalhar em equipa). Ainda nesse episódio, Arte Gore viria a ter um combate singular com Danny Hell, que terminou por contagem fora do ringue, tendo sido marcado novo combate a ser transmitido no episódio da semana seguinte, desta vez sem contagens fora do ringue.

## Factos no Wrestling

### Finisher e ataques secundários
- Inverted Chokeslam
- Bear hug
- Modified spinebuster
- Standing suplex

## Títulos e Prémios

### Associação Portuguesa de Wrestling
- 3 vezes Campeão Nacional da APW
- Vencedor da Taça Tarzan Taborda 2012